# Achille Talarico
Achille Talarico (né le 22 janvier 1837 à Catanzaro et mort le 24 mars 1902 à Naples) est un peintre italien de l'École napolitaine actif dans la seconde moitié du XIXe siècle.

## Biographie
Achille Talarico naît à Catanzaro le 22 janvier 1837. Il est le fils d'Antonio Talarico, un marchand de fruit âgé de 28 ans, et de Maria Corrado, jeune fille âgée de 20 ans.
Il étudie à Naples d'abord auprès du peintre Giuseppe Mancinelli puis à l'École napolitaine de peinture et à l’Académie des Beaux-Arts de Naples où il devient un disciple de Domenico Morelli (qui avait lui-même été auparavant un élève de Mancinelli) dont Talarico s'inspirera pour plusieurs de ses tableaux (Un paggio et Amilcare fa giurare ad Annibale odio eterno contro i Romani) qui seront exposés en 1865 à la Mostra de Milan,.
Sa première œuvre fut Le ricordanze, peinte en 1864, est présentée à la Société promotrice des Beaux-Arts napolitains qui lui donne le premier prix pour les tableaux en plan de demi-ensemble. À travers la société promotrice, il vend plusieurs de ses tableaux jusqu'en 1868 dont la toile Dopo un ballo, aussi appelée Dopo una festa in maschera, qui est acheté pour 1 300 lires en 1867 par la pinacothèque du Musée Capodimonte de Naples (ancien palais royal de la famille Bourbon) mais elle sera par la suite présentée à de nombreuses expositions dont celle d'Art calabrais à Catanzaro en 1912 ou en 1926 et en 1931 à celles de Reggio de Calabre,,.
En 1870, il est à Salerne pour l'Exposition nationale d'Agriculture et de Commerce où ses peintures connaissent un grand succès. Il obtiendra ainsi la médaille d'argent en récompense à ses œuvres artistiques présenté au salon et plus particulièrement à la toile nommée Ritratto dell’arch. D’Amore. Il participe également à l'Exposition universelle de 1873 à Vienne. En 1882, il présente une exposition de ses tableaux (dont la plus fameuse est I coniugi Sannini) à la Pinacothèque de Brera, musée d'art ancien et moderne de Milan,.
En 1883, Talarico expose ses œuvres à Rome dont son tableau Ritratto di signora qui sera remarqué par le député de gauche Francesco De Renzis (1836-1900) qui la mentionnera dans son livre Conversazioni artistiche.
Il se lie d'amitié avec l'écrivain Vittorio Imbriani qui le considérait comme un des meilleurs peintres de son temps et le comparait à l'impressionniste Edgar Degas.
À la fin du XIXe siècle, il est nommé professeur honoraire à l'Institut des Beaux-Arts de Naples et il obtient la décoration de chevalier de la Couronne d'Italie,.
Il épouse Agnese Arena dont il a cinq enfants : Virginia (1871, Naples - 1953, Los Angeles), Erminia (1867, Naples - 1937, Naples), Achille (violoniste mort à Bologne), Lucia et enfin Alfredo Talarico (1881, Naples - 1915, Brindisi). Sa nièce, Angelina Talarico (fils de son frère Cesare), épousera le peintre italien Raffaele Tafuri (1857-1929) dont les œuvres sont exposées au Musée d'art d'Avellino, au Musée des sciences et des techniques Léonard de Vinci de Milan et à la Pinacothèque Provinciale de Salerne.
Il meurt le 24 mars 1902 à Naples et sera enterré dans le sépulcre destiné aux professeurs des Beaux-Arts dans le Cimetière de Poggioreale.

## Œuvres

### Dons et devenir des œuvres
Les œuvres d'Achille Talarico sont aujourd'hui présentes dans plusieurs villes d'Italie (Naples, Florence, Teramo et Rome) ainsi qu'aux États-Unis (à New York), en Hongrie (à Budapest) et au Brésil. Une grande partie de ses œuvres dans les musées d'Italie (celles à la Galerie nationale d'art moderne et contemporain de Rome et au Palais Pitti de Florence) sont des dons du professeur Augusto Lala (fils d'Alessandro Lala et d'Erminia Talarico), petit-fils de l'artiste. Deux des œuvres présentent au Musée San Martino de Naples sont des dons faits par la famille napolitaine Ruggiero Festa.

### Liste exclusives
| Image | Nom                                           | Date      | Dimensions (en cm) | Technique picturale | Propriétaire                                                                                             | Ville         |
| ----- | --------------------------------------------- | --------- | ------------------ | ------------------- | --- | ------------- |
|       | Ricordi                                       | 1886      | 137x90             | Peinture à l'huile  | Galerie nationale d'art moderne et contemporain                                                          | Rome          |
|       | Signora in decolleté                          |           | 19,5x26,5          | Peinture à l'huile  | Galerie nationale d'art moderne et contemporain                                                          | Rome          |
|       | Idillio                                       |           | 32,5x18,7          | Peinture à l'huile  | Galerie nationale d'art moderne et contemporain                                                          | Rome          |
|       | L'uomo col guanto                             |           |                    | Peinture à l'huile  | Palais Pitti                                                                                             | Florence      |
|       | Ritratto di Valentino Fioravanti              | vers 1860 | 66x49              | Peinture à l'huile  | Conservatoire San Pietro a Majella de Naples                                                             | Naples        |
|       | Ritratto di Mendelssohn                       |           |                    | Peinture à l'huile  | Conservatoire San Pietro a Majella de Naples                                                             | Naples        |
|       | Dopo il ballo (ou Dopo una festa in maschera) | 1867      |                    | Peinture à l'huile  | Musée Capodimonte de Naples                                                                              | Naples        |
|       | Ritratto di A. Villari                        |           |                    | Peinture à l'huile  | Musée San Martino                                                                                        | Naples        |
|       | Ritratto di Beatrice Ruggiero Festa           |           |                    | Peinture à l'huile  | Musée San Martino                                                                                        | Naples        |
|       | Ritratto di G. Ruggiero Festa                 |           |                    | Peinture à l'huile  | Musée San Martino                                                                                        | Naples        |
|       | Felicità dei campi                            |           |                    |                     | Administration publique de Naples (présenté à plusieurs expositions dont Storia di donne de 2008 à 2009) | Naples        |
|       | Ritratto di donna con due rose                |           | 129x96,5           | Peinture à l'huile  | Vendu aux enchères en février 2009 par Artnet                                                            | New York      |
|       | Malinconia                                    |           | 45x55              | Peinture à l'huile  | Présenté au Brésil lors de l'exposition Chefs-d’œuvre artistique en Calabre                              | Naples Brésil |
|       | Ritratto di fanciulla                         |           | 50x40              | Peinture à l'huile  | Vendu aux enchères en mai 2008 par la galerie d'art Polgar                                               | Budapest      |
|       | Giovane donna                                 |           | 105x54             | Peinture à l'huile  | Collection privée                                                                                        | Teramo        |
|       | Signora con bambino                           |           | 22,7x30,5          | Peinture à l'huile  | Collection privée                                                                                        | Naples        |
|       | Nel palco                                     | vers 1880 | 98x105             | Peinture à l'huile  | Collection privée                                                                                        | Naples        |
|       | Donna alla psiche                             |           | 99,5x117           | Peinture à l'huile  | Collection privée                                                                                        | Naples        |
|       | Donna col velo                                |           | 155x84             | Peinture à l'huile  | Collection privée                                                                                        | Naples        |
|       | Fanciulla in altalena                         |           | 29,5x20            | Peinture à l'huile  | Collection privée                                                                                        | Naples        |
|       | La famiglia in preghiera                      |           | 48x63              | Peinture à l'huile  | Collection privée                                                                                        | Naples        |
|       | Giovinetta con mandolino                      |           |                    | Peinture à l'huile  | Collection privée                                                                                        | Naples        |
|       | La Maddalena                                  |           | 64x78              | Peinture à l'huile  | Collection privée                                                                                        | Naples        |
|       | Ritratto                                      |           | 17x11,3            | Peinture à l'huile  | Collection privée                                                                                        | Naples        |
|       | Ritratto                                      |           | 12,5x17            | Peinture à l'huile  | Collection privée                                                                                        | Naples        |
|       | Ritratto                                      |           | 16x20              | Peinture à l'huile  | Collection privée                                                                                        | Naples        |
|       | Nello studio                                  |           | 20x30              | Peinture à l'huile  | Collection privée                                                                                        | Naples        |
|       | Ritratto                                      |           | 49,3x39,5          | Peinture à l'huile  | Collection privée                                                                                        | Naples        |
|       | Ritratto della figlia Erminia                 |           | 100x64             | Pastel sur carton   | Collection privée                                                                                        | Naples        |
|       | Ritratto d'uomo                               |           | 36x42,5            | Peinture à l'huile  | Collection privée                                                                                        | Naples        |
|       | Pensieri                                      |           | 12,7x16,5          | Peinture à l'huile  | Collection privée                                                                                        | Naples        |
|       | Ritratto di bambina                           |           | 58x82,7            | Peinture à l'huile  | Collection privée                                                                                        | Naples        |
|       | Ritratto della signora Colella                |           |                    | Peinture à l'huile  | Collection privée                                                                                        | Naples        |
|       | Ritratto di uomo nudo                         |           | 32x45              | Peinture à l'huile  | Collection privée                                                                                        | Naples        |
|       | Scena Familiare                               |           | 104x76             | Peinture à l'huile  | Collection privée                                                                                        | Naples        |
|       | Ritratto di nobildonna                        |           | 47x40              | Fusain sur carton   | Collection privée                                                                                        | Naples        |
|       | Vergine col bambino                           |           | 28x39,7            | Peinture à l'huile  | Collection privée                                                                                        | Naples        |
|       | Viso di donna                                 |           | 38,5x34,5          | Peinture à l'huile  | Collection privée                                                                                        | Naples        |
|       | Volto di donna                                |           | 33x25,5            | Peinture à l'huile  | Collection privée                                                                                        | Naples        |
|       | Ritratto di Matteo Schilizzi                  |           | 63x80              | Peinture à l'huile  | Collection privée                                                                                        | Naples        |
|       | Ritratto di Matilde Serao                     |           |                    | Peinture à l'huile  | Collection privée                                                                                        | Naples        |
|       | Giovinetta                                    |           | 14x18              | Peinture à l'huile  | Collection privée                                                                                        | Naples        |
|       | Pensieri                                      |           | 48,2x35,5          | Peinture à l'huile  | |               |
|       | Giovane donna su canapé                       |           | 33,4x24,2          | Fusain              | |               |
|       | Ritratto                                      |           |                    |                     | |               |
|       | Scena storica                                 |           |                    |                     | |               |